# الیکایی پشه‌گیر چهچه‌زن
الیکایی پشه‌گیر چهچه‌زن (نام علمی: Ramphocaenus sticturus)، گونه‌ای از پرندگان خانواده پشه‌گیران است و در بولیوی، برزیل و پرو یافت می‌شود.
دو زیرگونه شناخته شده‌است:
- R. s. sticturus Hellmayr (1902)
- R. s. obscurus Zimmer, JT (1931)

این گونه در زیر درختان جنگل‌های خشک و نمناک، جنگل‌های اولیه برگ‌ریز و جنگل‌های ثانویه زندگی می‌کند.
نمونه‌هایی از آواهای الیکای پشه‌گیر چهچه‌زن عبارتند از  و .